# سزار (بازی ویدئویی)
«سزار» (انگلیسی: Caesar (video game)) یک بازی ویدئویی در سبک شهرسازی است که توسط سییرا اینترتینمنت و در سال ۱۹۹۲ برای پلت‌فرم داس منتشر شده‌است.